# 希古博區
22°50′31″S 33°32′28″E / 22.842°S 33.541°E

希古博區（葡萄牙語：Chigubo），是莫桑比克的行政區，位於該國南部，由加扎省負責管轄，首府設於丁迪扎，面積14,864平方公里，2007年人口20,685，人口密度每平方公里1.4人。